# III liga polska w piłce siatkowej mężczyzn (2007/2008)
III liga polska w piłce siatkowej mężczyzn 2007/2008 – rozgrywki czwartej w hierarchii po Profesjonalnej Lidze Piłki Siatkowej, I lidze i II lidze - klasy męskich ligowych rozgrywek siatkarskich w Polsce. Rywalizacja w niej toczy się systemem ligowym - o awans do II ligi, a za jej prowadzenie odpowiadają Wojewódzkie Związki Piłki Siatkowej. W niektórych województwach gra się rundy play-off. Najlepsze dwie drużyny każdego z województw miały prawo wystąpić w turniejach o awans do II ligi organizowanych przez Polski Związek Piłki Siatkowej - półfinałowych i finałowych. W każdym turnieju udział brały 4 drużyny. W półfinałowych 2 najlepsze z każdego z nich awansowały dalej, a w turniejach finałowych tylko najlepsza drużyna każdego z turniejów awansowała bezpośrednio do II ligi, natomiast drużyny z drugich miejsc rozgrywały z drużynami z II ligi dwumecz barażowy o awans. W niektórych województwach najsłabsze drużyny są relegowane do IV ligi, jeśli w danym województwie ona funkcjonuje.

## Turnieje półfinałowe[1]

### Tomaszów Mazowiecki
| miejsce | drużyna                         | mecze | punkty | sety |
| ------- | ------------------------------- | ----- | ------ | ---- |
| 1       | MUKS Wiking Tomaszów Mazowiecki | 3     | 6      | 9:1  |
| 2       | UKS Kęczanin Kęty               | 3     | 5      | 7:4  |
| 3       | AZS UR Rzeszów                  | 3     | 4      | 4:8  |
| 4       | SV MOSiR Zabrze                 | 3     | 3      | 2:9  |

     awans do turnieju finałowego

### Kraków
| miejsce | drużyna                | mecze | punkty | sety | małe punkty |
| ------- | ---------------------- | ----- | ------ | ---- | ----------- |
| 1       | AKS Resovia II Rzeszów | 3     | 6      | 9:4  | 311:290     |
| 2       | MMKS Łęczyca           | 3     | 5      | 8:6  | 300:305     |
| 3       | KS Wanda Kraków        | 3     | 4      | 6:7  | 297:294     |
| 4       | LKS Spartakus Remdróg  | 3     | 3      | 3:9  | 251:270     |

     awans do turnieju finałowego

### Wołomin
| miejsce | drużyna                      | mecze | punkty | sety | małe punkty |
| ------- | ---------------------------- | ----- | ------ | ---- | ----------- |
| 1       | KS AZS AWF Biała Podlaska    | 3     | 6      | 9:2  | 102:94      |
| 2       | WUKS Junior Stolarka Wołomin | 3     | 5      | 8:4  | 268:236     |
| 3       | PKS Gwardia Szczytno         | 3     | 4      | 3:7  | 51:75       |
| 4       | LUKS Żubr TL Białowieża      | 3     | 3      | 2:9  | 83:99       |

     awans do turnieju finałowego

### Bielsk Podlaski
| miejsce | drużyna                      | mecze | punkty | sety | małe punkty |
| ------- | ---------------------------- | ----- | ------ | ---- | ----------- |
| 1       | MKS MDK Warszawa             | 3     | 6      | 9:2  | 173:124     |
| 2       | AZS Politechnika Lubelska    | 3     | 5      | 6:6  | 67:75       |
| 3       | UKS Orion G2 Bielsk Podlaski | 3     | 4      | 5:7  | 0:0         |
| 4       | MOSiR Giżycko                | 3     | 3      | 4:9  | 57:98       |

     awans do turnieju finałowego

### Pruszcz Gdański
| miejsce | drużyna                          | mecze | punkty | sety | małe punkty |
| ------- | -------------------------------- | ----- | ------ | ---- | ----------- |
| 1       | MKS Czarni Pruszcz Gdański       | 3     | 6      | 9:3  | 279:233     |
| 2       | KS COLMAN-Grześki-Goplana Kalisz | 3     | 5      | 8:4  | 276:239     |
| 3       | KS PRO KON Stal Szczecin         | 3     | 4      | 4:7  | 234:256     |
| 4       | AZS Toruń                        | 3     | 3      | 2:9  | 211:272     |

     awans do turnieju finałowego

### Września
| miejsce | drużyna                           | mecze | punkty | sety | małe punkty |
| ------- | --------------------------------- | ----- | ------ | ---- | ----------- |
| 1       | KPS Progress Września             | 3     | 6      | 9:2  | 271:235     |
| 2       | BKS Chemik Bydgoszcz              | 3     | 5      | 7:3  | 238:198     |
| 3       | GKS Rega Merida Trzebiatów        | 3     | 4      | 3:8  | 112:151     |
| 4       | Trefl Piłka Siatkowa SA II Gdańsk | 3     | 3      | 3:9  | 135:172     |

     awans do turnieju finałowego

### Żagań
| miejsce | drużyna               | mecze | punkty | sety | małe punkty |
| ------- | --------------------- | ----- | ------ | ---- | ----------- |
| 1       | MKS MOS II Będzin     | 3     | 6      | 9:4  | 305:298     |
| 2       | KS Gwardia II Wrocław | 3     | 5      | 7:5  | 278:271     |
| 3       | MMKS-Kędzierzyn Koźle | 3     | 4      | 4:8  | 273:294     |
| 4       | WKS Sobieski Żagań    | 3     | 3      | 6:9  | 339:332     |

     awans do turnieju finałowego

### Rybnik
| miejsce | drużyna             | mecze | punkty | sety |
| ------- | ------------------- | ----- | ------ | ---- |
| 1       | TS Volley Rybnik    | 3     | 6      | 9:2  |
| 2       | AZS Opole           | 3     | 5      | 7:3  |
| 3       | MKST Astra Nowa Sól | 3     | 4      | 3:7  |
| 4       | AKS Strzegom        | 3     | 3      | 2:9  |

     awans do turnieju finałowego

## Turnieje finałowe[2]

### Pruszcz Gdański
| miejsce | drużyna                         | mecze | punkty | sety | małe punkty |
| ------- | ------------------------------- | ----- | ------ | ---- | ----------- |
| 1       | MKS Czarni Pruszcz Gdański      | 3     | 6      | 9:2  | 265:220     |
| 2       | MUKS Wiking Tomaszów Mazowiecki | 3     | 5      | 7:6  | 298:262     |
| 3       | KS Gwardia II Wrocław           | 3     | 4      | 6:7  | 282:299     |
| 4       | WUKS Junior Stolarka Wołomin    | 3     | 3      | 2:9  | 207:271     |

     - awans do II ligi
     - baraż o awans

### Września
| miejsce | drużyna                   | mecze | punkty | sety | małe punkty | adnotacja          |
| ------- | ------------------------- | ----- | ------ | ---- | ----------- | ------------------ |
| 1       | KPS Progress Września     | 3     | 6      | 9:2  | 187:153     |                    |
| 2       | AZS Opole                 | 3     | 5      | 7:4  | 179:166     |                    |
| 3       | AKS Resovia II Rzeszów    | 3     | 4      | 4:6  | 151:153     | awans decyzją PZPS |
| 4       | AZS Politechnika Lubelska | 3     | 3      | 1:9  | 127:172     |                    |

     - awans do II ligi
     - baraż o awans

### Będzin
| miejsce | drużyna                          | mecze | punkty | sety | małe punkty | adnotacja                                       |
| ------- | -------------------------------- | ----- | ------ | ---- | ----------- | ----------------------------------------------- |
| 1       | MKS MOS II Będzin                | 3     | 6      | 9:3  | 201:182     | brak zgłoszenia do przyszłych rozgrywek II ligi |
| 2       | KS AZS AWF Biała Podlaska        | 3     | 5      | 6:6  | 96:85       |                                                 |
| 3       | KS COLMAN-Grześki-Goplana Kalisz | 3     | 4      | 6:7  | 83:91       |                                                 |
| 4       | UKS Kęczanin Kęty                | 3     | 3      | 4:9  | 184:206     |                                                 |

     - baraż o awans

### Rybnik
| miejsce | drużyna              | mecze | punkty | sety | małe punkty     |
| ------- | -------------------- | ----- | ------ | ---- | --------------- |
| 1       | TS Volley Rybnik     | 3     | 6      | 9:1  | 76:60           |
| 2       | BKS Chemik Bydgoszcz | 3     | 5      | 6:5  | 60:76           |
| 3       | MKS MDK Warszawa     | 3     | 4      | 3:6  | ? (brak danych) |
| 4       | MMKS Łęczyca         | 3     | 3      | 3:9  | ? (brak danych) |

     - awans do II ligi
     - baraż o awans

## Baraże o awans[3]
| gospodarz              | gość                   | wynik | wyniki setów                      |
| ---------------------- | ---------------------- | ----- | --------------------------------- |
| Juventur Wałbrzych     | Wiking Tomaszów Maz.   | 3:0   | 25:17, 25:11, 25:16               |
| Wiking Tomaszów Maz.   | Juventur Wałbrzych     | 1:3   | ? (brak danych)                   |
|                        |                        |       |                                   |
| Karo Strzelce Opolskie | AZS Opole              | 1:3   | 28:26, 19:25, 21:25, 21:25        |
| AZS Opole              | Karo Strzelce Opolskie | 1:3   | 25:16, 23:25, 15:25, 24:26        |
|                        |                        |       |                                   |
| GTS Gdańsk             | AZS AWF Biała Podlaska | 3:2   | 18:25, 25:17, 22:25, 25:23, 15:10 |
| AZS AWF Biała Podlaska | GTS Gdańsk             | 1:3   | 23:25, 23:25, 25:17, 23:25        |
|                        |                        |       |                                   |
| Górnik Radlin          | Chemik Bydgoszcz       | 3:1   | 26:24, 26:24, 23:25, 25:14        |
| Chemik Bydgoszcz       | Górnik Radlin          | 1:3   | 25:21, 20:25, 18:25, 23:25        |

### Awans do II ligi po barażu
- Juventur Wałbrzych (utrzymanie w II lidze)
- AZS Opole
- GTS Gdańsk (utrzymanie w II lidze)
- Górnik Radlin (utrzymanie w II lidze)